# Pierre Clouet
Pierre Clouet, dit Pierrot, né en 1920 et mort en 1991, est un peintre belge originaire de Bouillon. Il fait partie de l'école de peinture ardennaise comme Albert Raty, Guillaume Edeline, Benjamin Gourmet, Marguerite Putsage ou encore André Rosbach. 

## Biographie
L'artiste est cofondateur du musée ducal de la ville de Bouillon.

## Œuvres
Pierre Clouet se caractérise par les sujets qu'ils représentent, très souvent liés à son Ardenne natale et à ses habitants, et par l'emploi de couleurs vives et franches. Il aime représenter les paysages Ardennais comme la Semois et les sujets du quotidien.
Il s'est aussi révélé dans d'autres disciplines comme le dessin, l'aquarelle, la poterie, la sculpture, la musique et la poésie.